# Bățanii Mici
Bățanii Mici (węg. Kisbacon) – wieś w Rumunii, w okręgu Covasna, w gminie Bățani. W 2011 roku liczyła 499 mieszkańców.